# Pall Mall (Londres)

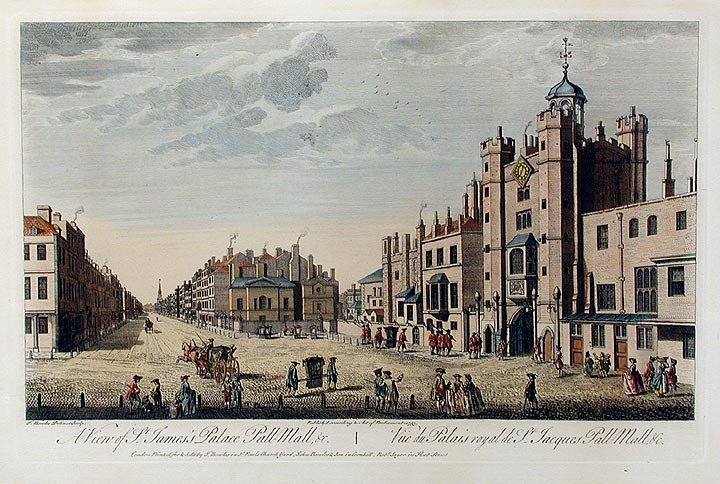
A View of St James's Palace, Pall Mall etc por Thomas Bowles, publicado em 1763. A vista retratada mostra o leste, e o Palácio de Saint James está à direita.

Pall Mall (pron. inglesa: AFI: [pæl mæl]) é uma rua na cidade de Westminster, em Londres, situada em SW1 e paralela à The Mall, desde St. James's Street, passando por Waterloo Place, até the Haymarket; e a Pall Mall East continua até Trafalgar Square. A rua é uma das principais vias públicas na região de St James's, em Londres, e representa um trecho da estrada regional A4.
Pall Mall é mais conhecida por ser sede de diversos clube de cavalheiros construídos no século XIX e início do século XX. Entre eles estão o Athenaeum, o Travellers Club, o Army and Navy Club, o Reform Club, o United Services Club (ocupado atualmente pelo Institute of Directors), o Oxford and Cambridge Club e o Royal Automobile Club.

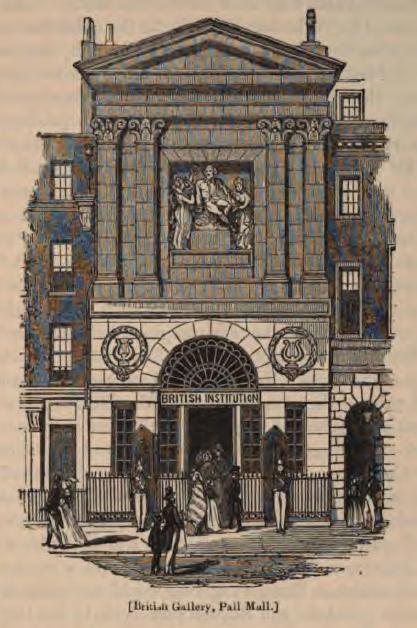
Edifício da Shakespeare Gallery, de George Dance, o Jovem, no número 52 da 52 Pall Mall (construído em 1788, demolido em 1869), mostrado aqui em 1851, após sua compra pela British Institution.

A rua foi também o epicentro da cena das belas artes em Londres; em 1814 a Royal Academy, a National Gallery e a casa de leilões Christie's situavam-se ali, embora nenhuma tenha permanecido no local por muito tempo.

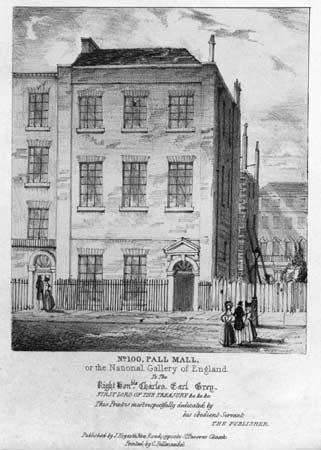
Número 100 da Pall Mall, antiga sede da National Gallery, entre 1824 e 1834.

A propriedade alodial de quase todo o lado sul da Pall Mall pertenceu à coroa por centenas de anos, e até hoje é de propriedade do Crown Estate. O Palácio de St. James situa-se no lado sul da rua, em seu lado oeste. A Marlborough House, que já foi residência real, situa-se a seu lado, a leste, abrindo-se para um pátio situado ao sul da rua. A Carlton House, do príncipe-regente Jorge situava-se no lado leste da rua. A Pall Mall também já foi a sede do War Office, tornando-se praticamente um sinônimo da entidade (da mesma maneira que Whitehall se refere ao centro administrativo do governo do Reino Unido). O War Office estava instalado num complexo de edifícios na mansão ducal de Cumberland House, projetada por Matthew Brettingham e Robert Adam.
A rua também hospedou pelo menos duas outras residências ducais de importância arquitetônica, a Schomberg House e a Buckingham House, a residência em Londres dos duques de Buckingham e Chandos, que foi reconstruída para eles por sir John Soane (não deve ser confundida com a Buckingham House que se tornou posteriormente o Palácio de Buckingham).
A antiga filial do Midland Bank situada em Pall Mall foi projetada por sir Edwin Lutyens.